# Zafar (misil)
Zafar es un misil de crucero antibuque desarrollado por Irán.
En respuesta al embargo de armas de Estados Unidos de 1992, Irán recurrió a sistemas de armas diseñados y producidos en el país. El misil de crucero Zafar (Triumph) es el resultado de esos esfuerzos. Construido para operar en un entorno de guerra electrónica activa, se coloca en cajas que pueden montarse en lanzadores de misiles terrestres o en las pequeñas embarcaciones de alta velocidad utilizadas por la marina de Irán. El Ministerio de Defensa desarrolló el misil. Se reveló que estaba en servicio activo en febrero de 2012, y tuvo su primera prueba de fuego exitosa en abril de 2011.
La televisión iraní informó que el misil "es un misil de crucero antibuque de corto alcance capaz de destruir objetivos pequeños y medianos con alta precisión".
Tiene un sistema de localización por radar activo y un alcance máximo de 25 km.